# Nikolaj Lie Kaas
Nikolaj Lie Kaas (Rodovre, Dinamarca; 22 de mayo de 1973) es un actor danés, conocido por su papel de asesino en la película Ángeles y demonios.

## Biografía
Es hijo del actor y comediante danés Preben Kaas y de la actriz danesa Anne Mari Lie. Su padre murió en 1981 mientras que su madre falleció en 1989.
Desde el 2003 sale con Anne Langkilde, la pareja se casó el 1 de agosto de 2008, la pareja tiene dos hijas Gerda Sofie Kaas (nacida el 11 de junio de 2006-) y Esther Marie Kaas (nacida en el 2010-).

## Carrera
Inició su carrera como actor en 1991.
Interpretó al asesino en la película Ángeles y demonios.

## Filmografía

### Series de televisión
| Año             | Título             | Personaje           | Notas        |
| --------------- | ------------------ | ------------------- | ------------ |
| 2018 - presente | Britannia          | Divis               | 9 episodios  |
| 2016            | Bedrag             | Alexander Sødergren | 10 episodios |
| 2012            | The Killing Temp.3 | Mathias Borch       | 12 episodios |

### Películas
| Año  | Película                    | Papel             | Notas                   |
| ---- | --------------------------- | ----------------- | ----------------------- |
| 1991 | Los chicos de St. Petri     | Otto Hvidmann     |                         |
| 1994 | Carl, My Childhood Symphony | Carl 3            |                         |
| 1996 | David's Book                | Jacob             |                         |
| 1998 | The Idiots                  | Jeppe             |                         |
| 1999 | Possessed                   | Morten            |                         |
| 1999 | In China They Eat Dogs      | Martin            |                         |
| 2000 | Max                         | Spacy             |                         |
| 2000 | Flickering Lights           | Stefan            |                         |
| 2001 | Hr. Boe & Co.'s Anxiety     | Leo               |                         |
| 2001 | Truly Human                 | P.                |                         |
| 2001 | Jolly Roger                 | Theobalt          |                         |
| 2002 | Old Men in New Cars         | Martin            |                         |
| 2002 | Open Hearts                 | Joachim           | (versión danesa) (2002) |
| 2003 | The Green Butchers          | Bjarne/Eigil      |                         |
| 2003 | Stealing Rembrandt          | Kiosk-Karsten     |                         |
| 2003 | Reconstruction              | Alex David        |                         |
| 2003 | Dogville: The Pilot         | Tom               |                         |
| 2004 | Brothers                    | Jannik            |                         |
| 2005 | The Sun King                | Tommy             |                         |
| 2005 | Adam's Apples               | Holger            |                         |
| 2005 | Murk                        | Jacob             |                         |
| 2005 | Allegro                     | Alex in the zone  |                         |
| 2006 | Clash of Egos               | Claus Volter      |                         |
| 2006 | The Ugly Duckling and Me    | Ugly              |                         |
| 2006 | Pu-239                      | Tusk              |                         |
| 2008 | The Candidate               | Jonas Bechmann    |                         |
| 2009 | Ángeles y demonios          | Mr. Gray/Assassin |                         |
| 2009 | At World's End              | Adrian Gabrielsen | aka Ved verdens ende    |
| 2010 | Parterapi                   | Anders            |                         |
| 2010 | The Whistleblower           |                   |                         |
| 2013 | Kvinden i buret             | Mark              |                         |
| 2014 | Fasandræberne               | Mark              |                         |
| 2015 | Child 44                    | Ivan Sukov        |                         |
| 2016 | Flaskepost fra P            | Mark              |                         |
| 2018 | Journal 64                  | Mark              |                         |
| 2021 | Retfærdighedens Ryttere     | Otto              |                         |